# Rezala (Zubin Potok)
Pour l’article homonyme, voir Rezala.
Rezala en serbe latin et Rezallë en albanais (en serbe cyrillique : Резала) est une localité du Kosovo située dans la commune/municipalité de Zubin Potok/Zubin Potok, district de Mitrovicë/Kosovska Mitrovica. Selon des estimations de 2009 comptabilisées pour le recensement kosovar de 2011, elle compte 3 habitants, dont une majorité de Serbes.

## Démographie

### Évolution historique de la population dans la localité
| 1948 | 1953 | 1961 | 1971 | 1981 | 1991 | 2009 |
| ---- | ---- | ---- | ---- | ---- | ---- | ---- |
| 171  | 256  | 292  | 264  | 49   | 22   | 3    |

|  |